# Locarno Festival 2019

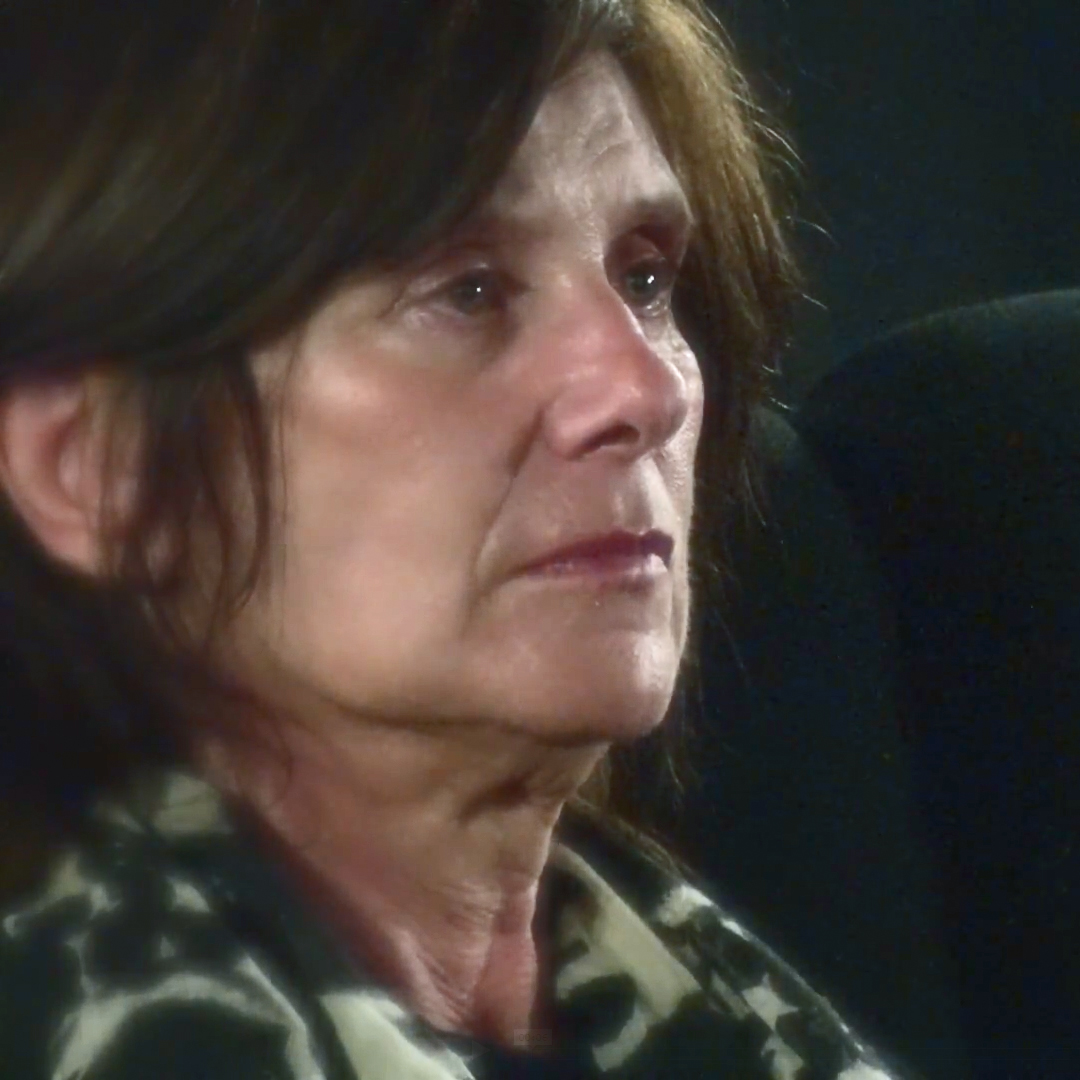
Catherine Breillat, presidente di giuria

La 72ª edizione del Locarno Film Festival si è tenuta a Locarno dal 7 al 17 agosto 2019. La giuria presieduta dalla regista francese Catherine Breillat ha assegnato il Pardo d'Oro a Vitalina Varela di Pedro Costa.

## Selezione ufficiale
Selezione ufficiale presentata in conferenza stampa:

### Concorso internazionale
- A Febre, regia di Maya Da-Rin (Brasile, Francia, Germania)
- Bergmál, regia di Rúnar Rúnarsson (Islanda, Francia, Paesi Bassi)
- Cat in the Wall, regia di Mina Mileva e Vesela Kazakova (Bulgaria)
- Das freiwillige Jahr, regia di Ulrich Köhler e Henner Winckler (Germania)
- Douze mille, regia di Nadège Trebal (Francia)
- Fi Al-Thawra, regia di Maya Khoury (Siria, Svezia)
- Hiruk-pikuk si al-kisah, regia di Yosep Anggi Noen (Indonesia, Malaysia, Francia)
- Maternal, regia di Maura Delpero (Italia, Argentina)
- Les enfants d'Isadora, regia di Damien Manivel (Francia, Corea del Sud)
- Longa noite, regia di Eloy Enciso (Spagna)
- O Fim do Mundo, regia di Basil Da Cunha (Svizzera)
- Pa-go, regia di Park Jung-bum (Corea del Sud)
- Technoboss, regia di João Nicolau (Portogallo, Francia)
- Terminal Sud, regia di Rabah Ameur-Zaïmeche (Francia)
- The Last Black Man in San Francisco, regia di Joe Talbot (Stati Uniti d'America)
- Vitalina Varela, regia di Pedro Costa (Portogallo)
- Yokogao, regia di Kōji Fukada (Giappone, Francia)

### Concorso Cineasti del presente
- 143 rue du désert, regia di Hassen Ferhani (Algeria, Francia, Qatar)
- Baamum Nafi, regia di Mamadou Dia (Senegal)
- Ham on Rye, regia di Tyler Taormina (Stati Uniti d'America)
- Here for Life, regia di Andrea Luka Zimmerman et Adrian Jackson (Regno Unito)
- Ivana cea Groaznica, regia di Ivana Mladenović (Romania, Serbia)
- L'apprendistato, regia di Davide Maldi (Italia)
- L'Île aux oiseaux, regia di Maya Kosa et Sergio da Costa (Svizzera)
- La Paloma y el Lobo, regia di Carlos Lenin (Messico)
- Lengmo weiyang lengmo, regia di Rong Guang Rong (Italia)
- Love Me Tender, regia di Klaudia Reynicke (Svizzera)
- Mariam, regia di Sharipa Urazbayeva (Kazakistan)
- Merveilles à Montfermeil, regia di Jeanne Balibar (Francia)
- Nhà Cây, regia di Minh Quý Trương (Singapore, Vietnam)
- Oroslan, regia di Matjaž Ivanišin (Slovenia, (Repubblica Ceca)
- Overseas, regia di Yoon Sung-a (Belgio, Francia)
- Space Dogs, regia di Elsa Kremser e Levin Peter (Austria, Germania)

### Moving Ahead
- (tourism studies), regia di Joshua Gen Solondz
- A Topography of Memory, regia di Burak Çevik
- Black Hole, regia di Emmanuel Grimaud e Arnaud Deshayes
- Color-blind, regia di Ben Russell
- Distancing, regia di Miko Revereza
- In Memoriam, regia di Jean-Claude Rousseau
- Kasiterit, regia di Riar Rizaldi
- Krabi, 2562, regia di Ben Rivers e Anocha Suwichakornpong
- Lore, regia di Sky Hopinka
- Ralf's Colors, regia di Lukas Marxt
- Osmosis, regia di Zhou Tao
- Swinguerra, regia di Bárbara Wagner e Benjamin de Burca
- The Giverny Document (Single Channel), regia di Ja'Tovia M. Gary
- The Invisible Hand, regia di Omer Fast
- Those That, at a Distance, Resemble Another, regia di Jessica Sarah Rinland
- Un film dramatique, regia di Éric Baudelaire

### Fuori concorso
- Arguments, regia di Olivier Zabat
- Baghdad in my Shadow, regia di Samir
- Felix in Wonderland, regia di Marie Losier
- Giraffe, regia di Anna Sofie Hartmann
- The Prince's Voyage, regia di Jean-François Laguionie e Xavier Picard
- Not a Dream, regia di Giovanni Cioni
- A Pleasure, Comrades!, regia di José Filipe Costa
- Under the God, Studenti Workshop Béla Tarr
- Wilcox, regia di Denis Côté
- Parents, regia di Eric Bergkraut e Ruth Schweikert
- Being Jerôme Bel, regia di Sima Khatami e Aldo Lee
- The Holy Family, regia di Louis-Do de Lencquesaing

### Piazza Grande
- Magari, regia di Ginevra Elkann (Italia, Francia) - film di apertura
- 7500, regia di Patrick Vollrath (Germania, Austria, Stati Uniti d'America)
- Adorazione (Adoration), regia di Fabrice Du Welz (Belgio, Francia)
- Camille, regia di Boris Lojkine (Francia)
- Days of the Bagnold Summer, regia di Simon Bird (Regno Unito)
- Diego Maradona, regia di Asif Kapadia (Regno Unito)
- Instinct, regia di Halina Reijn (Paesi Bassi)
- La ragazza con il braccialetto (La Fille au bracelet), regia di Stéphane Demoustier (Francia, Belgio)
- Lettre à Freddy Buache, regia di Jean-Luc Godard (Svizzera)
- New Acid, regia di Basim Magdy (Francia, Svizzera)
- Notre dame, regia di Valérie Donzelli (Francia, Belgio)
- C'era una volta a... Hollywood (Once Upon a Time in... Hollywood), regia di Quentin Tarantino (Stati Uniti d'America)
- Fa' la cosa giusta (Do the right thing), regia di Spike Lee (Stati Uniti d'America)
- A morte Hollywood, regia di John Waters (Stati Uniti d'America)
- Coffy, regia di Jack Hill (Stati Uniti d'America)
- Vagenda Stories, regia di Natascha Beller (Svizzera)
- Greener Grass, regia di Jocelyn DeBoer e Dawn Luebbe (Stati Uniti d'America)
- Memories of Murder, regia di Bong Joon-ho (Corea del Sud)
- The Nest (Il nido), regia di Roberto De Feo (Italia)
- La famosa invasione degli orsi in Sicilia, regia di Lorenzo Mattotti (Francia, Italia)
- To the Ends of the Earth, regia di Kiyoshi Kurosawa (Giappone, Uzbekistan, Qatar) - film di chiusura

### Cortometraggi
- De una isla, regia di José Luis Guerin
- Lonely Rivers, regia di Mauro Herce
- My Skin, Luminous, regia di Nicolás Pereda e Gabino Rodríguez
- Nimic, regia di Yorgos Lanthimos
- San Vittore, regia di Yuri Ancarani
- Sapphire Crystal, regia di Virgil Vernier

### Pardi di domani

#### Concorso Internazionale
- 16 December (Álvaro Gago)
- Companions of the Cave (Fakhri El Ghezal)
- All Come From Dust (Younes Ben Slimane)
- All the Fires the Fire (Efthimis Kosemund Sanidis)
- Flesh (Camila Kater)
- A Street Under (Tomás von der Osten)
- Dossier of the Dossier (Sorayos Prapapan)
- Douma Underground (Tim Alsiofi)
- The Furniture Maker (David Avilés)
- Eyes on the Road (Stefanie Kolk)
- Shiver of Love (Maxence Stamatiadis)
- How to Tell a True Immigrant Story (Aggie Ebrahimi Bazaz)
- In Vitro (Larissa Sansour, Søren Lind)
- Unfinished (Samira Guadagnuolo, Tiziano Doria)
- Tide (Manon Coubia)
- Mom's Movie (Stella Kyriakopoulos)
- Sheep, Wolf and a Cup of Tea... (Marion Lacourt)
- Mthunzi (Tebogo Malebogo)
- Our Territory (Mathieu Volpe)
- Leave of Absence (Anton Sazonov)
- The Last Image of Father (Stefan Djordjevic)
- Cobalt Blue (Aung Phyoe)
- Enduring Body (Ukrit Sa-nguanhai)
- Black Sun (Arda Çiltepe)
- The Animal (Amiran Dolidze)
- Umbilical (Danski Tang)
- Father (Isabel Lamberti)
- Volcano: What Does a Lake Dream? (Diana Vidrascu)
- White Afro (Akosua Adoma Owusu)

#### Concorso nazionale
- Aline (Simon Guélat)
- Life is One of the Simplest (Marion Nyffenegger)
- Azure Memories (Enea Zucchetti)
- Mama Rosa (Dejan Barac)
- All Cats Are Grey in the Dark (Lasse Linder)
- Sas (Léa Célestine Bernasconi)
- Still Working (Julietta Korbel)
- Silent Storm (Anaïs Moog)
- Terminal (Kim Allamand)
- A Summer Morning (Patrick Muroni)
- At the Pool (Consuelo Frauenfelder, Stefan Lauper)

### Virtual Reality: Gender Bender
- A Room With Four Views (Maria Guta)
- Domestika (Jacolby Satterwhite)
- Gender Swap (BeAnotherLab.org)
- Haus of haraway (Séamus Gallagher)
- Miyubi (Felix Lajeunesse, Paul Raphaël)
- Studio Visit 360 (Theo Triantafyllidis)
- The Bridge (Nikita Shalenny)
- Viens! (Michel Reilhac)

### Retrospettiva Black Light
La Retrospettiva Black Light, curata da Greg de Cuir Jr., ha presentato autori di culto, Race movie degli anni '20 e '30, film pionieristici, pellicole emblematiche della Blaxploitation degli anni '70 e autori che hanno interpretato e rappresentato la loro epoca politica.
- Abolição, regia di Zózimo Bulbul (Brasile, 1988)
- Amor Maldito, regia di Adélia Sampaio (Brasile, 1984)
- Appunti per un'Orestiade africana, regia di Pier Paolo Pasolini (Italia, 1970)
- Babylon, regia di Franco Rosso (Regno Unito, Italia, 1980)
- Baldwin’s Nigger, regia di Horace Ové (Regno Unito, 1968)
- Borderline, regia di Kenneth Macpherson (Regno Unito, 1980)
- Boyz n the Hood - Strade violente (Boyz n the Hood), regia di John Singleton (Stati Uniti d'America, 1991)
- Classified People, regia di Yolande Zauberman (Francia, 1987)
- Daughters of the Dust, regia di Julie Dash (Stati Uniti d'America, 1991)
- Daïnah la métisse, regia di Jean Grémillon (Francia, 1932)
- De Cierta Manera, regia di Sara Gómez (Cuba, 1977)
- Massima copertura (Deep Cover), regia di Bill Duke (Stati Uniti d'America, 1992)
- Drylongso, regia di Cauleen Smith (Stati Uniti d'America, 1998)
- La baia di Eva (Eve's Bayou), regia di Kasi Lemmons (Stati Uniti d'America, 1997)
- Frantz Fanon: Black Skin, White Mask, regia di Isaac Julien (Regno Unito, 1997)
- Ganja & Hess, regia di Bill Gunn (Stati Uniti d'America, 1973)
- Ghost Dog - Il codice del samurai (Ghost Dog: The Way of the Samurai), regia di Jim Jarmusch (Stati Uniti d'America, 1999)
- Handsworth Songs, regia di John Akomfrah (Regno Unito, 1997)
- Jackie Brown, regia di Quentin Tarantino (Stati Uniti d'America, 1997)
- Juice, regia di Ernest Dickerson (Stati Uniti d'America, 1992)
- Killer of Sheep, regia di Charles Burnett (Stati Uniti d'America, 1977)
- La nera di... (La noire de...), regia di Ousmane Sembène (Francia, Senegal, 1966)
- The Story of a Three-Day Pass, regia di Melvin Van Peebles (Francia, 1967)
- Losing Ground, regia di Kathleen Collins (Stati Uniti d'America, 1982)
- Uomo bianco, tu vivrai! (No Way Out), regia di Joseph L. Mankiewicz (Stati Uniti d'America, 1950)
- Strategia di una rapina (Odds Against Tomorrow), regia di Robert Wise (Stati Uniti d'America, 1959)
- Orfeo negro (Orphée noir), regia di Marcel Camus (Brasile, Francia, Italia, 1959)
- Petit à petit, regia di Jean Rouch (Francia, Niger, 1971)
- Putney Swope, regia di Robert Downey Sr. (Stati Uniti d'America, 1969)
- Rude, regia di Clement Virgo (Canada, 1995)
- Via delle capanne negre (Rue Cases Nègres), regia di Euzhan Palcy (Francia, 1983)
- Lola Darling (She's Gotta Have It), regia di Spike Lee (Stati Uniti d'America, 1986)
- Still/Here, regia di Christopher Harris (Stati Uniti d'America, 2000)
- Nessuno ci può fermare (Stir Crazy), regia di Sidney Poitier (Stati Uniti d'America, 1980)
- Super Fly, regia di Gordon Parks Jr. (Stati Uniti d'America, 1972)
- Sweet Sweetback's Baadasssss Song, regia di Melvin Van Peebles (Stati Uniti d'America, 1971)
- Symbiopsychotaxiplasm: Take One, regia di William Greaves (Stati Uniti d'America, 1971)
- The Blood of Jesus, regia di Spencer Williams Jr. (Stati Uniti d'America, 1941)
- The Cool World, regia di Shirley Clarke (Stati Uniti d'America, 1963)
- Più duro è, più forte cade (The Harder They Come), regia di Perry Henzell (Giamaica, 1972)
- Tongues Untied, regia di Marlon Riggs (Stati Uniti d'America, 1989)
- Tradimento (Uptight), regia di Jules Dassin (Stati Uniti d'America, 1968)
- West Indies ou les Nègres marrons de la liberté, regia di Med Hondo (Francia, Algeria, Mauritania, 1979)
- Cane bianco (White Dog), regia di Samuel Fuller (Stati Uniti d'America, 1982)
- Within Our Gates, regia di Oscar Micheaux (Stati Uniti d'America, 1920)

## Giurie

### Concorso internazionale
- Catherine Breillat, regista, sceneggiatrice e scrittrice (Francia) - Presidente di Giuria
- Emiliano Morreale, critico cinematografico (Italia)
- Angela Schanelec, regista e sceneggiatrice (Germania)
- Ilse Hughan, produttrice (Paesi Bassi)
- Nahuel Pérez Biscayart, attore (Argentina)

## Palmarès

### Concorso Internazionale
- Pardo d'oro: Vitalina Varela di Pedro Costa
- Premio speciale della giuria: Pa-go (Height of the wave) di Park Jung-bum
- Pardo d'argento per la miglior regia: Damien Manivel per Les enfants d'Isadora
- Pardo per la miglior interpretazione femminile: Vitalina Varela per Vitalina Varela
- Pardo per la miglior interpretazione maschile: Regis Myrupu per A febre
- Menzioni speciali della giuria: Hiruk-pikuk si al-kisah (The Science of Fiction) di Yosep Anggi Noen e Maternal di Maura Delpero

### Cineasti del Presente
- Pardo d’oro Cineasti del presente: Baamum Nafi (Nafi’s Father) di Mamadou Dia
- Premio per il miglior regista emergente: 143 Rue du Désert di Hassen Ferhani
- Premio speciale della giuria: Ivana Cea Groaznica (Ivana The Terrible) di Ivana Mladenović
- Menzione speciale: Here for Life, di Andrea Luka Zimmerman, Adrian Jackson

### Moving Ahead
- Moving Ahead Award: The Giverny Document (Single Channel) di Ja’Tovia M. Gary
- Menzioni speciali: Those that, at a distance, resemble another di Jessica Sarah Rinland e SHĀN ZHĪ BĚI (Osmosis) di Zhou Tao

### First Feature
- Swatch First Feature Award (Premio per la migliore opera prima): Baamum Nafi (Nafi’s Father) di Mamadou Dia
- Swatch Art Peace Hotel Award: La Paloma y el Lobo (The Dove and the Wolf) di Carlos Lenin
- Menzione speciale: Instinct di Halina Reijn e Fi Al-Thawra (During Revolution) di Maya Khoury

### Variety Piazza Grande Award
- Instinct di Halina Reijn

### Premi speciali
- Pardo d'onore Manor: John Waters
- Pardo alla carriera Ascona-Locarno Turismo: Fredi M. Murer, regista svizzero
- Premio Raimondo Rezzonico: Komplizen Film Production
- Vision Award Ticinomoda: Claire Atherton, montatrice statunitense
- Excellence Award Davide Campari: Song Kang-ho
- Leopard Club Award: Hilary Swank
- Premio Cinema Ticino: Fulvio Bernasconi, regista svizzero
- Premio dell'Utopia: Enrico Ghezzi